# 耿美玉
耿美玉（1963年8月—），女，山东青岛人，中国药理学专家，中国科学院上海药物研究所研究员。其团队声称成功研发了一款治疗阿尔茨海默症的新药，名为“九期一”（甘露特钠，代号GV-971），但被PubPeer网站、饶毅等质疑造假。

## 生平
1986年毕业于山东医科大学，获医学学士学位，1989年获药理学硕士学位。1997年毕业于日本东京大学药学部，获药学博士学位。
1997年12月至2006年5月任中国海洋大学教授。2006年起中国科学院上海药物研究所研究员。

## 争议

### 涉嫌论文造假
PubPeer网站对耿美玉课题组发表的4篇论文发出质疑，认为存在图片不当裁剪、一图多用等问题。
2019年11月29日，首都医科大学校长饶毅实名举报李红良、裴钢、耿美玉造假，称耿美玉的文章“不造假是不可能的”。2021年1月21日，科技部发布调查结论，指耿美玉的论文未发现有造假，但存在“图片误用”。